# NGC 4488
NGC 4488 هي مجرة محدبة تبعد حوالي 60 مليون سنة ضوئية تقع في كوكبة العذراء. اكتشفه العالم الفلكي ويليام هيرشيل في 28 ديسمبر 1785. وهو عضو في مجموعة العذراء.

## البنية
NGC 4488 له بنية على شكل مستطيل مماثلة لمجرة ليدا 74886. المجرة ليس لديها قرص داخلي. كما أن لديها ذراعين ينطلقان من الجانبين المقابلين مما يشير إلى أن NGC 4488 كان له تفاعل جاذبية مع مجرة أخرى.

## وصلات خارجية
- NGC 4488 على موقع ويكي سكاي: DSS2, SDSS, GALEX, IRAS, Hydrogen α, X-Ray, Astrophoto, Sky Map, Articles and images